# 1592
1592. је била проста година.

## Догађаји
- Након смрти српског патријарха Филипа за новог патријарха Пећке патријаршије изабран је Јован Кантул

### Јун
- Википедија:Непознат датум — 13-19. јун — Битка код Бихаћа

### Јул
- 19. јул — Бој код Бреста Покупсог (1592)